# Johann Zwelfer
Johann Zwelfer – auch Johann Zwölffer und Johannes Zwelfer – (* 1618 Tirschenreuth; † 25. August 1668 in Wien) war ein deutscher Apotheker, Arzt und Chemiker.

## Leben
Zwelfer stammte aus einer protestantischen Familie in der Oberpfalz. Nach seiner Schulzeit erlernte er das Apothekerhandwerk und praktizierte es nach eigener Aussage 16 Jahre lang. Am 16. Juli 1643 trat er in das Gymnasium in Padua ein, um die Artes liberales zu hören, am 6. September 1644 schrieb er sich an der Universität Padua ein, um Philosophie und Medizin zu hören. In Padua erwarb er auch den Doktortitel, wahrscheinlich als Doctor bullatus, und schrieb sich anschließend am 15. November 1648 in Wien ein, wo er bis zu seinem Tod praktizierte. In Wien war er zwar sehr umstritten und in viele Prozesse verwickelt, hatte jedoch gute Beziehungen zum Wiener Hof, die ihn schützten. Am 1. Juli 1655 wurde er zum Hofmedicus ernannt.
Am 11. März 1660 heiratete Zwelfer an St. Stephan in Wien Anna Barbara Puechenegger. Die zwei Kinder aus dieser Ehe starben jedoch früh.
Zwelfer war ein Anhänger des Paracelsus. Er trat 1652 als Kritiker des Augsburger Arzneibuchs (Pharmacopoeia Augustana) hervor und kritisierte dessen blinde Befolgung durch Ärzte. Sein Hauptwerk ist die Pharmacopeia Regia (Königliches Arzneibuch). Durch seine polemische Schreibweise geriet er in heftige Streitigkeiten mit Kollegen, vor allem mit Lucas Schroeck, Mitglied des  Collegium medicum in Augsburg, und Michael Raphael Schmuz, einem Hof- und Stadtmedicus in Neuburg an der Donau, der zuvor in Augsburg praktiziert hatte. Drei Jahre nach Zwelfers Tod veröffentlichte Schmuz 1671 eine „Apologia contra Ioannem Zwelferum.“
Nach Zwelfers Tod gingen seine Bücher, Skelett und anatomische Tafeln als Legat an die Medizinische Fakultät Wien. Zwelfer selbst wurde im Stephansdom neben Johann Wilhelm Mannagetta beigesetzt.

## Schriften
- Pharmacopeia Regia seu Dispensatorium novum vera et accurata componendi ratione selectissimorum medicamentorum praescriptiones continens. locupletatum. Wien 1652 (Digitalisat)
- Pharmacopoeia Augustana Reformata et eius Mantissa. Cum Animadversionibus Joannis Zwelferi. Annexa ejusdem Autoris Pharmacopoeia Regia. Wilhelm Verhoeven, Gouda 1653 (Digitalisat)
- Pharmacopeia Regia seu Dispensatorium novum locupletatum et absolutum, annexa etiam Mantissa Spagyrica: in quibus vera et accurata methodo selectissimorum Medicamentorum compositiones et praeparationes traduntur … Nürnberg 1675, (Digitalisat), Nürnberg 1693 (Digitalisat)
- Animadversiones in Pharmacopeiam Augustanam et annexam ejus mantissam, sive Pharmacopoeia Augustana reformata … 2. Auflage Nürnberg 1657 (Digitalisat), 3. Auflage Nürnberg 1667 (Digitalisat) 1675 (Digitalisat), 4. Auflage Nürnberg 1693 (Digitalisat)
  - Appendix ad Animadversiones … Nürnberg 1657 (Digitalisat), Gouda 1658 (Digitalisat)
- Herrn Johann Zwölfern Königliche Apotheck oder Dispensatorium. Nürnberg 1692 (Digitalisat)